# Riō Noguchi
Riō Noguchi (japanisch 野口 莉央 Noguchi Riō; * 28. Dezember 1998 in der Präfektur Fukuoka) ist ein japanischer Tennisspieler.

## Karriere
Noguchi spielte bis 2016 auf der ITF Junior Tour. In der Jugend-Rangliste erreichte er mit Rang 104 seine höchste Notierung. Seine einzige Teilnahme bei Grand-Slam-Turnieren  erfolgte bei den Australian Open, wo er im Doppel das Viertelfinale erreichte.
Bei den Profis spielte Noguchi ab 2016. 2018 gewann er im Einzel und Doppel jeweils die ersten zwei Titel auf der ITF Future Tour, wo er fast hauptsächlich spielte, womit er auch dank einiger weiterer Finalteilnahmen im Einzel erstmals in die Top 500 der Weltrangliste einzog. 2019 verbesserte er sich bei einem Titel im Doppel nur leicht, 2020 wurden pandemiebedingt nur wenige Turniere gespielt. Auch 2021 bewegte er sich kaum in der Rangliste. 2022 schaffte er schließlich den Durchbruch im Einzel. Bei vier der sechs erreichten Future-Finals blieb er siegreich und zog damit in die Top 300 ein, womit er bei Turnieren der ATP Challenger Tour häufiger im Hauptfeld starten konnte. Nachdem er zuvor bei Challenger nie über die zweite Runde hinauskam, schaffte er in Playford den Sprung ins Finale, wo er Rinky Hijikata unterlag. Auf dem Weg konnte er mit Jordan Thompson, der Nummer 85 der Welt, erstmals einen Spieler der Top 100 schlagen. Im Doppel zog Noguchi ebenfalls ins Endspiel ein, das er verlor. Einen Monat später beim Challenger in Yokkaichi wurde er nochmal erst im Finale des Doppels gestoppt. Der erste Einsatz auf der ATP Tour erfolgte in Tokio, wo er sich erfolgreich durch die Qualifikation kämpfte, und in der ersten Runde Ramkumar Ramanathan schlug. In Runde 2 verlor er dann gegen Denis Shapovalov. Im Einzel verbesserte er sich innerhalb eines Jahres um über 200 Plätze und schloss auf Rang 211 ab, während er im Doppel nach nunmehr insgesamt sechs Future-Titeln auf Platz 390 abschloss, erstmals in den Top 400.

## Erfolge
| Legende (Anzahl der Siege) |
| Grand Slam                 |
| ATP Finals                 |
| ATP Tour Masters 1000      |
| ATP Tour 500               |
| ATP Tour 250               |
| ATP Challenger Tour (4)    |

### Einzel

#### Turniersiege
| Nr. | Datum           | Turnier    | Belag     | Finalgegner | Ergebnis  |
| --- | --------------- | ---------- | --------- | ----------- | --------- |
| 1.  | 11. Januar 2025 | Nonthaburi | Hartplatz | Cui Jie     | 7:69, 6:2 |

### Doppel

#### Turniersiege
| Nr. | Datum            | Turnier    | Belag     | Partner           | Finalgegner                                | Ergebnis   |
| --- | ---------------- | ---------- | --------- | ----------------- | ------------------------------------------ | ---------- |
| 1.  | 4. Januar 2025   | Nonthaburi | Hartplatz | Kokoro Isomura    | Zdeněk Kolář Neil Oberleitner              | 7:63, 7:69 |
| 2.  | 15. Februar 2025 | Neu-Delhi  | Hartplatz | Masamichi Imamura | Niki Kaliyanda Poonacha Courtney John Lock | 6:4, 6:3   |
| 3.  | 20. April 2025   | Busan      | Hartplatz | Yūta Shimizu      | Ray Ho Matthew Romios                      | 7:67, 6:4  |